# Ki Bo-Bae
Ki Bo-Bae (en coreano: 기보배; Anyang, 20 de febrero de 1988) es una deportista surcoreana que compitió en tiro con arco, en la modalidad de arco recurvo.
Participó en dos Juegos Olímpicos de Verano en los años 2012 y 2016, obteniendo cuatro medallas, dos oro en Londres 2012 y oro y bronce en Río de Janeiro 2016. Ganó siete medallas en el Campeonato Mundial de Tiro con Arco al Aire Libre entre los años 2011 y 2015.

## Palmarés internacional
| Juegos Olímpicos                 | Juegos Olímpicos        | Juegos Olímpicos  | Juegos Olímpicos |
| Año                              | Lugar                   | Medalla           | Prueba           |
| -------------------------------- | ----------------------- | ----------------- | ---------------- |
| 2012                             | Londres (Reino Unido)   | Medalla de oro    | Individual       |
| 2012                             | Londres (Reino Unido)   | Medalla de oro    | Equipo           |
| 2016                             | Río de Janeiro (Brasil) | Medalla de oro    | Equipo           |
| 2016                             | Río de Janeiro (Brasil) | Medalla de bronce | Individual       |
| Campeonato Mundial al Aire Libre |                         |                   |                  |
| Año                              | Lugar                   | Medalla           | Prueba           |
| 2011                             | Turín (Italia)          | Medalla de oro    | Equipo mixto     |
| 2011                             | Turín (Italia)          | Medalla de bronce | Equipo           |
| 2013                             | Belek (Turquía)         | Medalla de oro    | Equipo           |
| 2013                             | Belek (Turquía)         | Medalla de oro    | Equipo mixto     |
| 2015                             | Copenhague (Dinamarca)  | Medalla de oro    | Individual       |
| 2015                             | Copenhague (Dinamarca)  | Medalla de oro    | Equipo mixto     |
| 2015                             | Copenhague (Dinamarca)  | Medalla de bronce | Equipo           |